# Белеврен
Беле́врен (болг. Белеврен) — село в Бургаській області Болгарії. Входить до складу общини Средець.

## Населення
За даними перепису населення 2011 року у селі проживали 17 осіб, з них 16 осіб (94,1%) — болгари.
Розподіл населення за віком у 2011 році:
Динаміка населення: